# 衣岩站
衣岩站（：／ Uiam yeok */?）是位于韩国江原道春川市的一個已停用的铁路車站，屬於京春线。

## 历史
- 1939年7月25日：开始使用[1]。
- 1974年12月5日：停止使用。